# Sở Dầu
Sở Dầu là một phường cũ từng thuộc quận Hồng Bàng, thành phố Hải Phòng, Việt Nam.

## Địa lý
Phường Sở Dầu có diện tích 3,30 km², dân số năm 2023 là 17.710 người, mật độ dân số đạt 5.366 người/km².

## Hành chính
Phường Sở Dầu được chia thành 11 tổ dân phố: An Chân, An Lạc, Đoàn Kết 1, Đoàn Kết 2, Đoàn Kết 3, Đường 5, Kiến Thiết 1, Kiến Thiết 2, Mặt Bằng, Quang Đàm, Tôn Đức Thắng.

## Lịch sử
Ngày 3 tháng 1 tháng 1981, Hội đồng Chính phủ ban hành Quyết định số 3-CP về việc đổi khu phố Hồng Bàng thành quận Hồng Bàng. Khi đó, phường Sở Dầu thuộc quận Hồng Bàng.
Ngày 18 tháng 5 năm 1981, Hội đồng Chính phủ ban hành Quyết định số 186-CP về việc sáp nhập thôn An Lạc của xã Hùng Vương thuộc huyện An Hải vào phường Sở Dầu.
Năm 2018, phường Sở Dầu có 26 tổ dân phố và 2 tổ tự quản lâm thời tại khu tái định cư Xi măng.
Ngày 19 tháng 7 năm 2019, HĐND TP. Hải Phòng ban hành Nghị quyết số 25/NQ-HĐND về việc sắp xếp, sáp nhập 26 tổ dân phố và 2 tổ tự quản thành 11 tổ dân phố.
Ngày 16 tháng 6 năm 2025, Ủy ban Thường vụ Quốc hội ban hành nghị quyết sắp xếp đơn vị hành chính cấp xã của thành phố Hải Phòng năm 2025. Theo đó, toàn bộ diện tích tự nhiên, quy mô dân số của phường Sở Dầu được sắp xếp với toàn bộ diện tích tự nhiên, quy mô dân số của các phường Hoàng Văn Thụ, Minh Khai, Phan Bội Châu, Thượng Lý, Hùng Vương và một phần diện tích tự nhiên của phường Gia Viên thành phường mới có tên gọi là phường Hồng Bàng.